# هنري راي كلارك
هنري راي كلارك (بالإنجليزية: Henry Ray Clark)‏ هو رسام وفنان أمريكي، ولد في 1936 في بارتليت في الولايات المتحدة، وتوفي في 2006 في Ben Taub Hospital ‏ في الولايات المتحدة.